# دبابة كاردن لويد
كاردن لويد كانت دبابات كاردن لويد عبارة عن سلسلة من الدبابات البريطانية في الفترة ما بين الحربين العالميتين من نوع تانكت، وكان أنجحها الدبابات مارك السادسة، وهي النسخة الوحيدة التي تم تصنيعها بأعداد كبيرة. أصبحت تصميمًا كلاسيكيًا للدبابات في جميع أنحاء العالم، وتم تصنيعها بموجب ترخيص من قبل العديد من البلدان وأصبحت أساسًا للعديد من التصميمات المنتجة في بلدان مختلفة.

## تطوير
نشأت دبابة كاردن لويد من فكرة بدأها، كمشروع خاص، المهندس العسكري البريطاني واستراتيجي الدبابات الرائد جيفارد لوكين مارتيل . لقد بنى دبابة لشخص واحد في مرآبه من أجزاء مختلفة وعرضها على وزارة الحرب في منتصف عشرينيات القرن العشرين. مع نشر الفكرة، أنتجت شركات أخرى تفسيراتها الخاصة للفكرة. كانت إحدى هذه الشركات شركة كاردن لويد تراكتورز المحدودة ، وهي شركة أسسها السير جون كاردن وفيفيان لويد واشترتها لاحقًا شركة فيكرز أرمسترونج . بالإضافة إلى المركبات التي يركبها شخص واحد، اقترحوا أيضًا مركبات لشخصين والتي تبين أنها فكرة أكثر فعالية وشعبية. قامت شركة فيكرز أرمسترونج بتصنيع وتسويق مركبات من النوع الأخير في جميع أنحاء العالم.
تعتبر مركبة مارك السادسة مركبة استطلاع وموقع مدفع رشاش متحرك ، وكانت المرحلة النهائية في تطوير سلسلة دبابات كاردن لويد. كانت دبابة كاردن لويد هي النموذج الأولي للناقلة العالمية.

## الإنتاج
بدأ الإنتاج في عام 1927 واستمر حتى عام 1935. من عام 1933 إلى عام 1935 كان الإنتاج من قبل مصانع الأسلحة الملكية . تم تصنيع حوالي 450 دبابة في المجموع. استخدم الجيش البريطاني ما لا يقل عن 325 دبابة مارك السادسة في عدة متغيرات، معظمها كحاملات مدافع رشاشة، ولكن أيضًا كجرارات مدافع خفيفة أو حاملات هاون أو مركبات قاذفة للدخان.

## تاريخ الاستخدام
في عام 1929، اشترت بولندا 10 أو 11 دبابة صغيرة من طراز Mark VI بترخيص واستخدمتها لتطوير سلسلة دباباتها الصغيرة TK ، والتي أعقبتها دبابات TKS البولندية.
كما اشترت تشيكوسلوفاكيا ثلاث دبابات صغيرة من طراز Mark VI في عام 1930 بترخيص، ثم حسنت التصميم، وأنتجت 74 دبابة صغيرة من طراز Tančík vz. 33 في مصنع ČKD (براغ)؛ وتم تقييم البناء البريطاني الأصلي على أنه غير صالح للاستخدام في الحرب الحديثة.
اشترى الاتحاد السوفييتي 20 دبابة صغيرة من طراز مارك السادس، والتي أطلق عليها اسم K-25، بالإضافة إلى ترخيص. ومع ذلك، تم تحديث المشروع النهائي بشكل كبير وتم إلغاء الترخيص. وبدلاً من ذلك، بدأ مصنع البلاشفة في لينينغراد في إنتاج دبابة T-27 ، وهي نسخة حديثة وموسعة من التصميم البريطاني. تم بناء ما مجموعه 3228 دبابة صغيرة من طراز T-27 بين عامي 1931 و1933.
اشترت بوليفيا ما بين اثنتين وخمسة دبابات صغيرة في عام 1931. وقد شاركت هذه الدبابات في حرب تشاكو ، حيث أثبتت أنها غير مناسبة لبيئة الأدغال.
اشترى الجيش الإمبراطوري الياباني ستة دبابات صغيرة من طراز مارك في أي دي من المملكة المتحدة، إلى جانب بعض مركبات رينو يو إي شينيلليت الفرنسية واختبرها ميدانيًا.  قرر الجيش الإمبراطوري الياباني أن المركبات البريطانية والفرنسية كانت صغيرة جدًا بحيث لا تكون عملية، وبدأ التخطيط لإصدار أكبر، وهي دبابة توكوشو كينينشا ، والذي تطور إلى طراز خاص به من طراز دبابة النوع 94 . يعتمد التصميم جزئيًا على كاردن لويد.  تم تشغيل دبابات كاردن لويد بواسطة القوات البرية للبحرية الإمبراطورية اليابانية في شنغهاي  وتم تسميتها بسيارة رشاشة من طراز كي أي.
اشترت إيطاليا دبابات كاردن لويد مارك VI، وبنت بضع نسخ مرخصة تحمل اسم CV-29، ثم طورت هذا التصميم إلى دبابة L3/35.
حصل الجيش الكندي على 12 دبابة، في دفعتين من ستة، في عامي 1930 و1931. بعد تقييمها من قبل مشاة الأميرة باتريشيا الخفيفة الكندية والفوج الملكي الكندي ، استخدمها الجيش الكندي في دور تدريبي في مدرسة المركبات القتالية المدرعة الكندية، في انتظار وصول دبابات أحدث وأكبر. في النهاية، تم استكمالها بدبابة فيكرز السادسة بي الخفيفة في عام 1938. حتى ذلك الحين، كانت المعدات المدرعة الوحيدة في الجيش الكندي، باستثناء بعض السيارات المدرعة. لم تستخدمها كندا أبدًا في دور قتالي.
اشترت المملكة العربية السعودية بعض دبابات كاردن لويد، واستخدمتها في الحرب السعودية اليمنية عام 1934.
كما تم توريد دبابات كاردن لويد الصغيرة بأعداد صغيرة إلى فرنسا والهند وإيطاليا ولاتفيا (18 دبابة طراز مارك الرابع في عام 1935)  وهولندا (خمسة دبابات) وسيام. شاركت الدبابات الهولندية الخمس في قتال المظليين الألمان خلال غزو مايو 1940 لهولندا. كانت الدبابة الفرنسية غير المسلحة رينو يو إي مبنية على تصميم كاردن لويد. حصلت اليونان على عدد صغير منها قبل عام 1935. كان لدى تايلاند حوالي 60 في الحرب الفرنسية التايلاندية . كما تم استخدام دبابات كاردن لويد الصغيرة من قبل تشيلي وجمهورية الصين،  ومانشوكو (20 طراز مارك السادس)  وفنلندا (طراز مارك الرابع والطراز 33)  والبرتغال (6) وإثيوبيا (3).
تأثر تصميم الدبابة الألمانية الخفيفة بانزر 1 بتصميم دبابة كاردن لويد، وذلك بسبب التعاون العسكري الألماني مع الاتحاد السوفييتي.

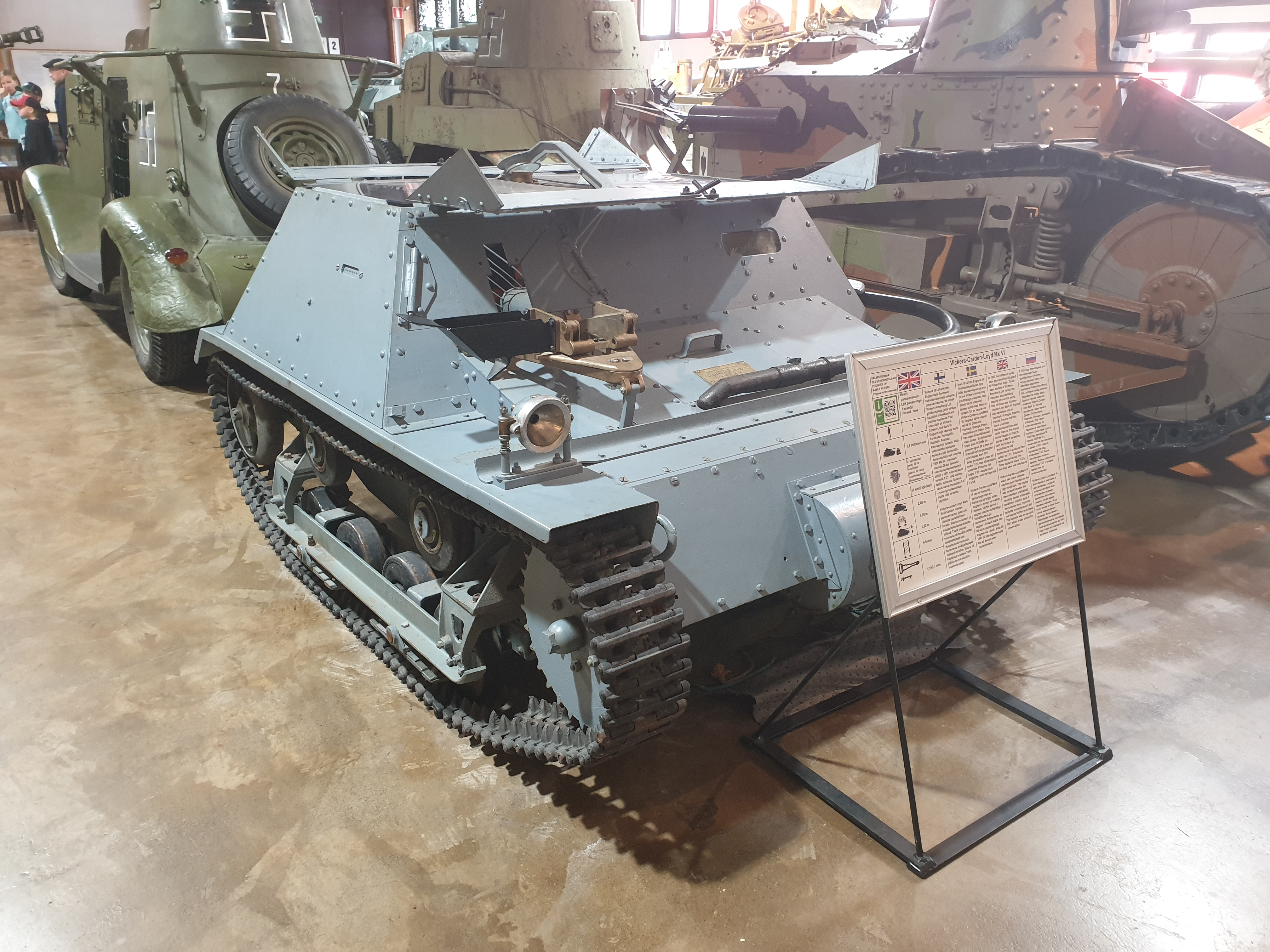
دبابة كاردن لويد Mk VI، اشترتها فنلندا في عام 1933 للتجارب. ظلت الدبابة قيد الاستخدام حتى عام 1941.

كانت رومانيا قد اشترت ترخيصًا لإنتاج كاردن لويد محليًا في مصنع Reșița،  ولكن لا يُعرف أنه تم بناء أي نماذج هناك.

## العيوب
بسبب تصميم نظام التعليق، فإن ركوب تانكت لمدة 10 إلى 20 دقيقة عبر البلاد يسبب صداعًا، في حين أن الرحلات الأطول غالبًا ما تؤدي إلى دوار الحركة والإرهاق البدني. في تانكت TK البولندية، تم تحسين نظام التعليق بشكل كبير. وصف فيفيان لويد، الذي زار وارسو أثناء تطوير TK، نظام التعليق الخاص بها بأنه الأفضل بين جميع المركبات بناءً على فكرته الأصلية.